# Olympische Winterspiele 2022/Teilnehmer (Moldau)
| Gelbes Symbol für Goldmedaillen mit stilisierten Olympischen Ringen | Graues Symbol für Silbermedaillen mit stilisierten Olympischen Ringen | Braundes Symbol für Bronzemedaillen mit stilisierten Olympischen Ringen |
| ------------------------------------------------------------------- | --------------------------------------------------------------------- | ----------------------------------------------------------------------- |
| —                                                                   | —                                                                     | —                                                                       |

Die Republik Moldau nahm an den Olympischen Winterspielen 2022 in Peking mit fünf Athleten, davon zwei Männer und drei Frauen, in zwei Sportarten teil. Es war die achte Teilnahme des Landes an Olympischen Winterspielen.

## Teilnehmer nach Sportarten

### Biathlon
| Athleten        | Wettbewerbe         | Zeit        | Fehler      | Rang |
| --------------- | ------------------- | ----------- | ----------- | ---- |
| Frauen          |                     |             |             |      |
| Alla Ghilenko   | 7,5 km Sprint       | 26:04,6 min | 4 (2+2)     | 86   |
| Alla Ghilenko   | 15 km Einzel        | 52:28,3 min | 2 (0+1+0+1) | 72   |
| Alina Stremous  | 7,5 km Sprint       | 21:59,5 min | 0 (0+0)     | 10   |
| Alina Stremous  | 10 km Verfolgung    | 38:01,3 min | 2 (0+0+1+1) | 16   |
| Alina Stremous  | 12,5 km Massenstart | 47:30,0 min | 9 (1+2+3+3) | 30   |
| Alina Stremous  | 15 km Einzel        | 49:07,5 min | 4 (1+2+0+1) | 37   |
| Männer          |                     |             |             |      |
| Pawel Magasejew | 10 km Sprint        | 27:25,1 min | 3 (2+1)     | 79   |
| Pawel Magasejew | 20 km Einzel        | 52:41,7 min | 2 (1+1+0+0) | 26   |
| Maxim Makarow   | 10 km Sprint        | 29:45,6 min | 5 (2+3)     | 93   |

Eigentlich war Michail Ussow neben Makarow als zweiter Athlet qualifiziert gewesen, absolvierte vor Ort allerdings einen positiven Coronatest und wurde daher durch Magasejew ersetzt.

### Rennrodeln
| Athlet         | Wettbewerb | Lauf 1       | Lauf 1 | Lauf 2       | Lauf 2 | Lauf 3       | Lauf 3 | Lauf 4        | Lauf 4        | Gesamt       | Gesamt |
| Athlet         | Wettbewerb | Zeit         | Rang   | Zeit         | Rang   | Zeit         | Rang   | Zeit          | Rang          | Zeit         | Rang   |
| -------------- | ---------- | ------------ | ------ | ------------ | ------ | ------------ | ------ | ------------- | ------------- | ------------ | ------ |
| Frauen         |            |              |        |              |        |              |        |               |               |              |        |
| Doina Descalui | Einsitzer  | 1:01,928 min | 34     | 1:02,192 min | 31     | 1:02,174 min | 32     | ausgeschieden | ausgeschieden | 3:06,294 min | 32     |